# Handball-Oberliga Rheinland-Pfalz/Saar 2014/15
Die Handball-Oberliga Rheinland-Pfalz/Saar (OL-RPS) ist eine der zwölf Staffeln der Handball-Oberliga des Deutschen Handballbundes und die höchste Spielklasse der vier selbständigen Landesverbände Rheinhessen (HVR), Rheinland (HVRL), Pfalz (PfHV) und Saar (HVS). Die Saison 2014/15 ist die 13. Spielzeit dieser vierthöchsten deutschen Spielklasse. 16 Mannschaften spielen um den Aufstieg in die dritthöchste Spielklasse.

## Modus
Sechzehn Mannschaften spielen im Modus „Jeder gegen Jeden“ mit je einem Heim- und Auswärtsspiel. Der Erstplatzierte der Tabelle am letzten Spieltag steigt in die 3. Liga 2015/16 auf.

## Auf- und Absteiger

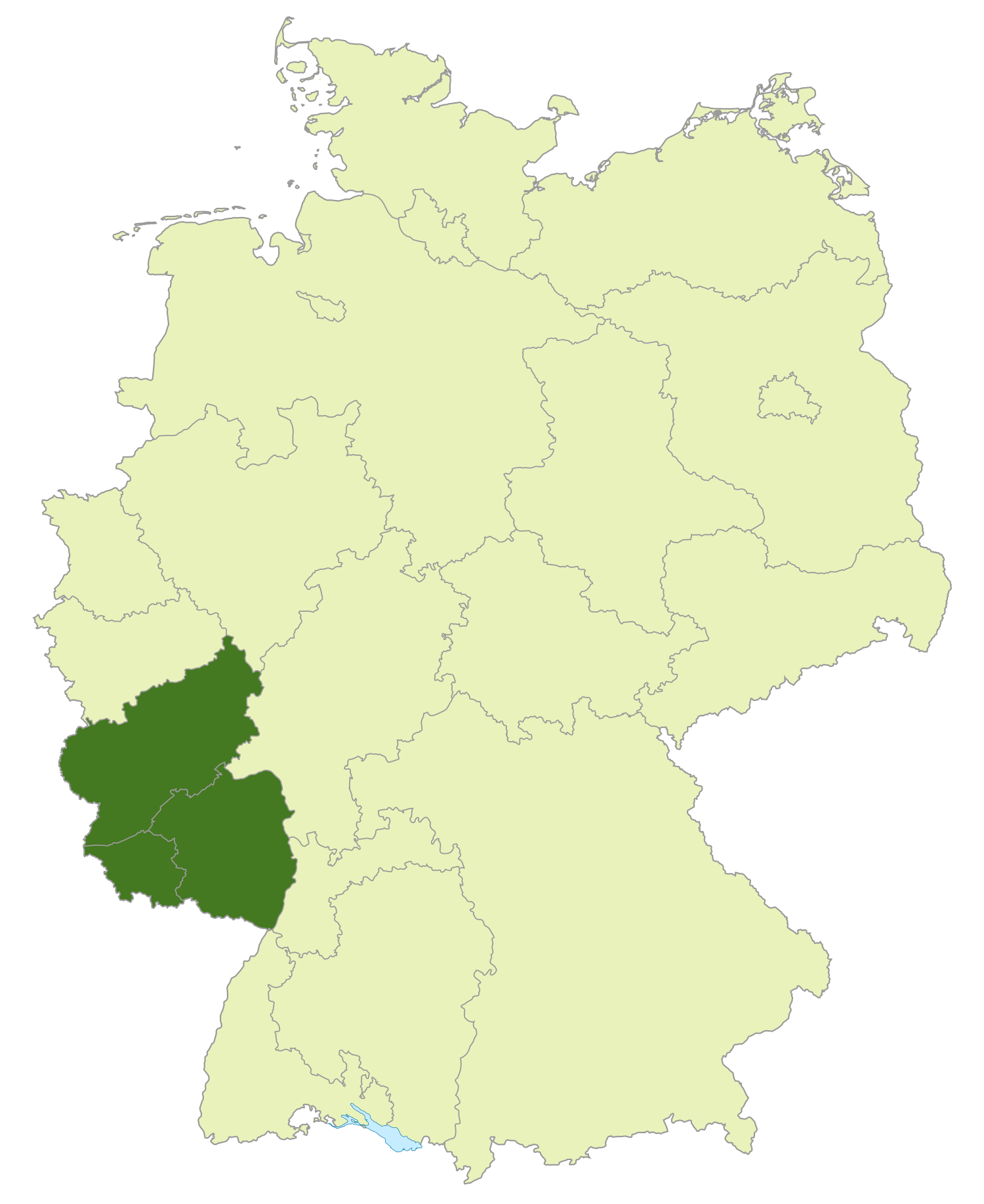
Bereich der Handball-Oberliga
Rheinland-Pfalz / Saarland

Aufsteiger aus der einzelnen Landesligen 2013/14 sind der TSG Friesenheim II (Pfalzliga), der TV Bodenheim (Rheinhessenliga) sowie der TV Bitburg (Rheinlandliga). Absteiger aus der 3. Liga 2013/14 ist die VT Zweibrücken-Saarpfalz.

### Abschlussplatzierungen
| Männer  1. TSG Haßloch - 2. MSG HF Illtal - 3. VT Zweibrücken-Saarpfalz (A) - 4. VTV Mundenheim - 5. DJK SF Budenheim - 6. TuS 04 Dansenberg - 7. TV 05 Mülheim - 8. SG Saulheim - 9. HSG Rhein-Nahe Bingen - 10 HSV Merzig-Hilbringen - 11 TSG Friesenheim II (N)  12 TV 1886 Offenbach (R) - 13 HV Vallendar - 14 TV Nieder-Olm  15 TV Bitburg 1911 (N)  16 TV 1848 Bodenheim (N) | Frauen  1. Roude Léiw Bascharage (A) - 2. SV 64 Zweibrücken - 3. SG Ottersheim/Bellheim/Z. - 4. DJK St. Michael Marpingen - 5. TV Bassenheim 1911 (A) - 6. HSG Wittlich - 7. 1. FSV Mainz 05 II - 8. SG Bretzenheim II - 9. HSV Viktoria Püttlingen - 10 VTV Mundenheim  11 TuS 1860 Neunkirchen (N)  12 HSG Hunsrück (N)  13 SG Saulheim (N)  14 TV 1885 Schifferstadt (N) |

- Für die Oberliga 2015/16 qualifiziert